# St. Marien (Osnabrück)

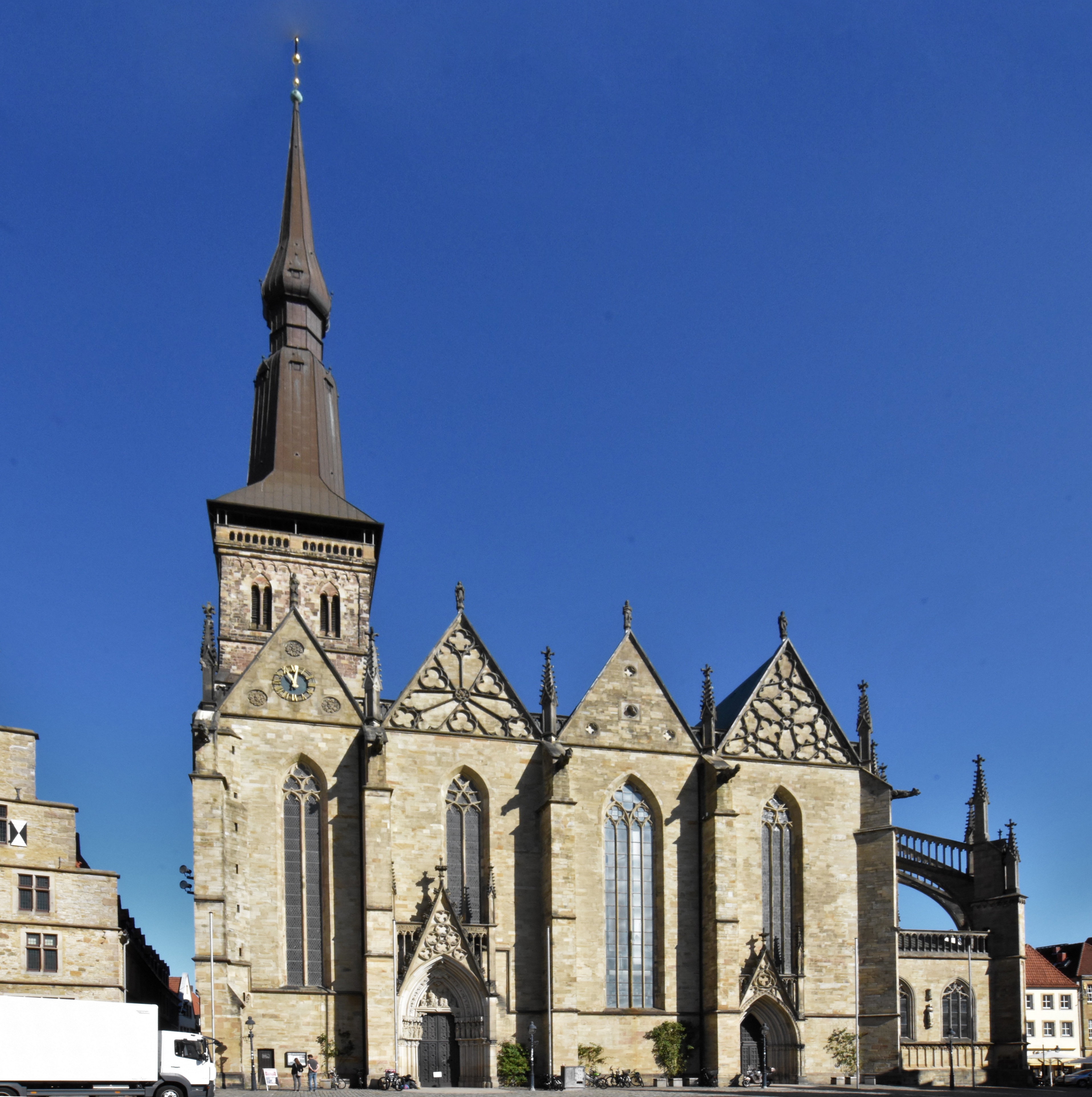
St. Marien in Osnabrück, vom Marktplatz aus betrachtet

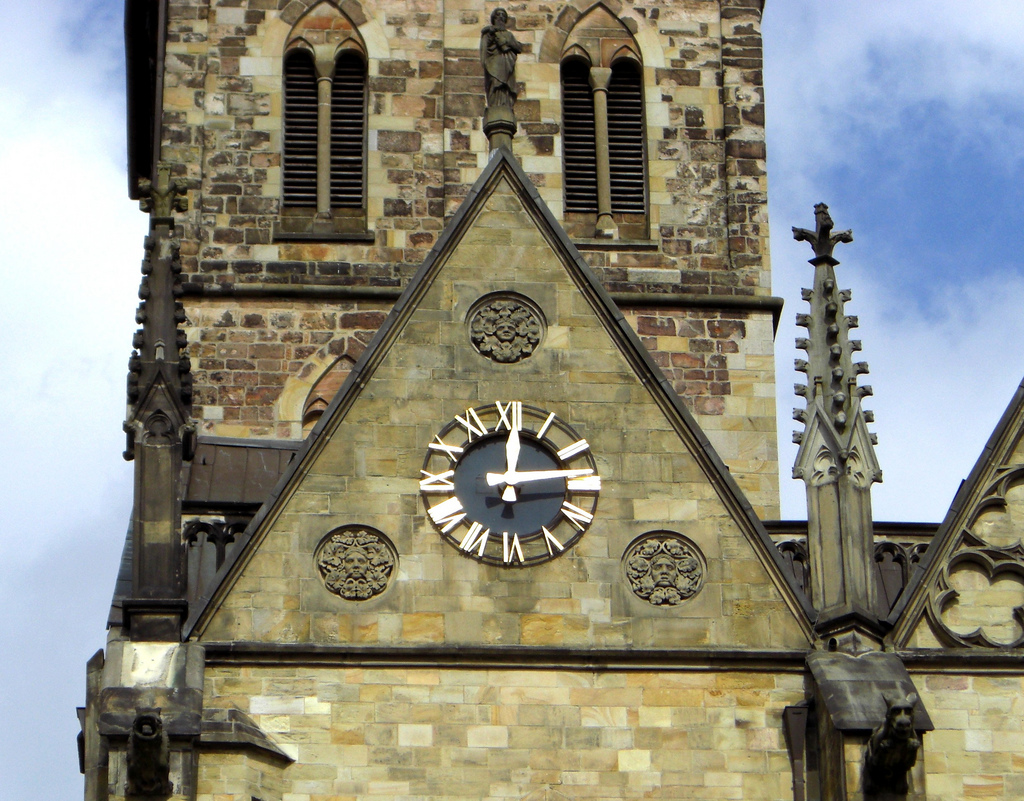
Die Kirchturmuhr an St. Marien in Osnabrück

St. Marien ist eine evangelisch-lutherische Pfarr- und Marktkirche in Osnabrück. Sie zählt zu den kunsthistorisch bedeutendsten Baudenkmälern der norddeutschen Stadt. Eine romanische Vorgängerkirche findet bereits 1177 urkundliche Erwähnung. Allerdings reicht die Baugeschichte der Marienkirche weit vor das Datum ihrer ersten schriftlichen Nennung. Archäologische Spuren lassen auf einen Vorgängerbau aus dem 10. Jahrhundert schließen. Der Bau der heutigen gotischen Hallenkirche begann im 13. Jahrhundert und war zwischen 1430 und 1440 abgeschlossen.
St. Marien blickt auf eine komplexe Baugeschichte zurück. Umfangreiche Restaurierungen im Laufe der Zeit ermöglichten archäologische Grabungen, die zur Rekonstruktion der Baugeschichte erheblich beitrugen. So wurde die Existenz von mindestens drei Vorgängerbauten nachgewiesen.
Als älteste Bürgerkirche Osnabrücks ist ihr Standort zentral. Die Marienkirche befindet sich direkt auf dem Marktplatz, neben der Stadtwaage und dem Rathaus. St. Marien gehört mit dem Osnabrücker Dom, St. Katharinen und St. Johann zu den vier mittelalterlichen Kirchen, die die Innenstadt von Osnabrück umschließen. Die Seelsorge in der Pfarrei St. Marien oblag bis zum Ende des 13. Jahrhunderts dem Domkapitel.

## Baugeschichte

### Archäologische Grabungen
Nach erheblichen Zerstörungen durch Brandbomben im Zweiten Weltkrieg fand vor dem Wiederaufbau der Marienkirche ab 1950 eine Reihe von Ausgrabungen zur Erforschung der älteren Baugeschichte statt. Mit der Modernisierung der Heizung im Jahre 1958 sowie der Innen- und Außensanierung des Gebäudes in den Jahren 1987 bis 1989 und 1989 bis 1992 ergaben sich weitere Gelegenheiten, Forschungen in Bezug auf die Baugeschichte von St. Marien zu betreiben.
Die archäologischen Untersuchungen wurden durchgeführt von der Dienststelle des Niedersächsischen Landeskonservators unter wissenschaftlicher Leitung der Konservatoren Roswitha Poppe und Hans Roggenkamp. Unterstützung erhielt die Forschungsarbeit von der Städtischen Denkmalpflege, vom Amt für Bau- und Kunstpflege der Evangelischen Kirche in Osnabrück und schließlich von dem Steinbildhauermeister Werner Paetzke.
Durch die umfangreichen Grabungen konnte das Bestehen von mindestens drei Vorgängerbauten nachgewiesen werden.

### Von den Vorgängerbauten bis zur heutigen Marienkirche
Die älteste Vorgängerkirche ist ein Saalbau, der auf einer inselartigen Sandkuppe im 10. Jahrhundert erbaut wurde. Damit ist dieser Bau der älteste Vorgängerbau von St. Marien und als Ausgangspunkt zu betrachten. Da das Bauvorhaben im Zusammenhang mit der Errichtung eines Marktes steht, kann die ursprüngliche Bestimmung als Marktkirche der Stadt Osnabrück angenommen werden. Dem einschiffigen Längsbau ohne Querschiff mit einer nahezu halbrunden Apsis war im Westen eine offene, zweigeschossige Vorhalle vorgelagert. Auffällig ist das robuste Mauerwerk des Saalbaus mit einer Breite von 2,30 m, das auf die Funktion einer Wehrkirche schließen lässt. Spätkarolingische oder frühsächsische Zeit als baugeschichtlicher Kontext lässt sich aufgrund der Form des Grundrisses sowie des stark eingezogenen Innenraums des Chores vermuten.
Der zweite Vorgängerbau der Marienkirche in Osnabrück wurde im 11. Jahrhundert auf die Fundamente der ersten Kirche errichtet. Wiederum handelt es sich hierbei um einen einschiffigen Saalbau mit halbrunder Apsis. Allerdings erfolgte im Westen der Kirche der Anbau eines 14 m hohen Turms mit gewölbtem Obergeschoss sowie gewölbtem Kellergeschoss. Erbaut wurde der Querturm aus dem Abbruchmaterial der vorherigen Kirche.
Die jüngste der drei Vorgängerkirchen entstand im 12. Jahrhundert. Der einschiffige Saalbau wurde um zwei schmale Seitenschiffe mit Ostapsiden erweitert. Es entstand eine dreischiffige Basilika ohne Querhaus mit drei halbrunden Ostabschlüssen. Das Kernmauerwerk des Westturms sowie das Turmgeschoss sind die einzigen Teile von diesem Bau die bis heute erhalten sind.
Während des 13. und 14. Jahrhunderts erfolgte die Umgestaltung der dreischiffigen Basilika zu einer gotischen Hallenkirche. Der Westturm wurde um vier Geschosse erhöht und der Chor wurde zu einem Rechteckchor umgeformt. Mit dem erneuten Umbau des Rechteckchors zu einem basilikalen Chor um 1430/40 fanden die Arbeiten an der Marienkirche einen vorläufigen Abschluss.
Die Schäden im Zweiten Weltkrieg wurden parallel zu den archäologischen Untersuchungen schrittweise wieder beseitigt und bis 1950 abgeschlossen. Die Wiederaufbauarbeiten standen unter Leitung des einheimischen Architekten Max H. Berling und führten auch zu Änderungen in der Ausstattung und in der Farbgebung, die vor allem bei einer Renovierung 1901 entstanden waren.

## Baubeschreibung

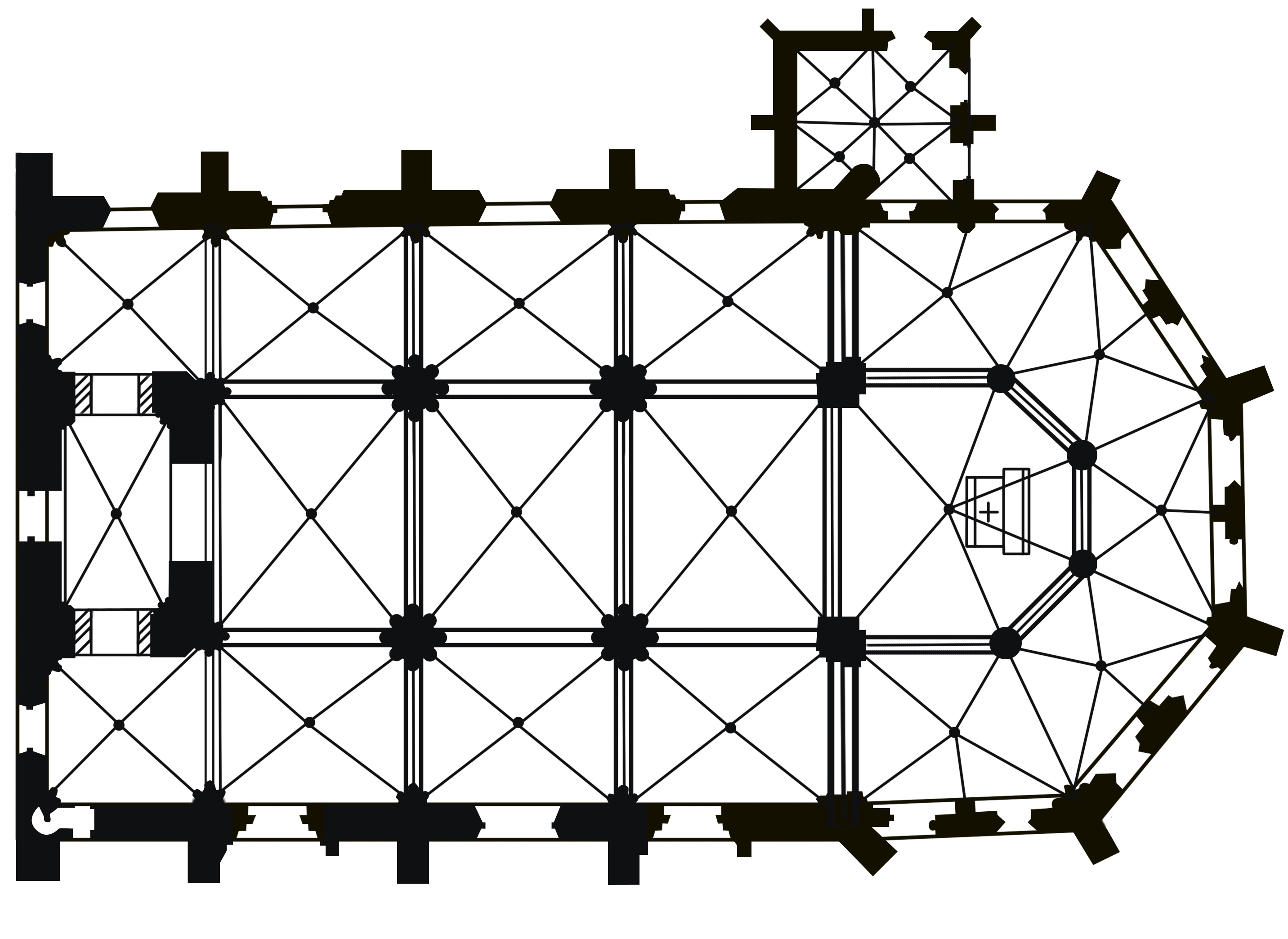
Grundriss der Marienkirche

### Grundriss

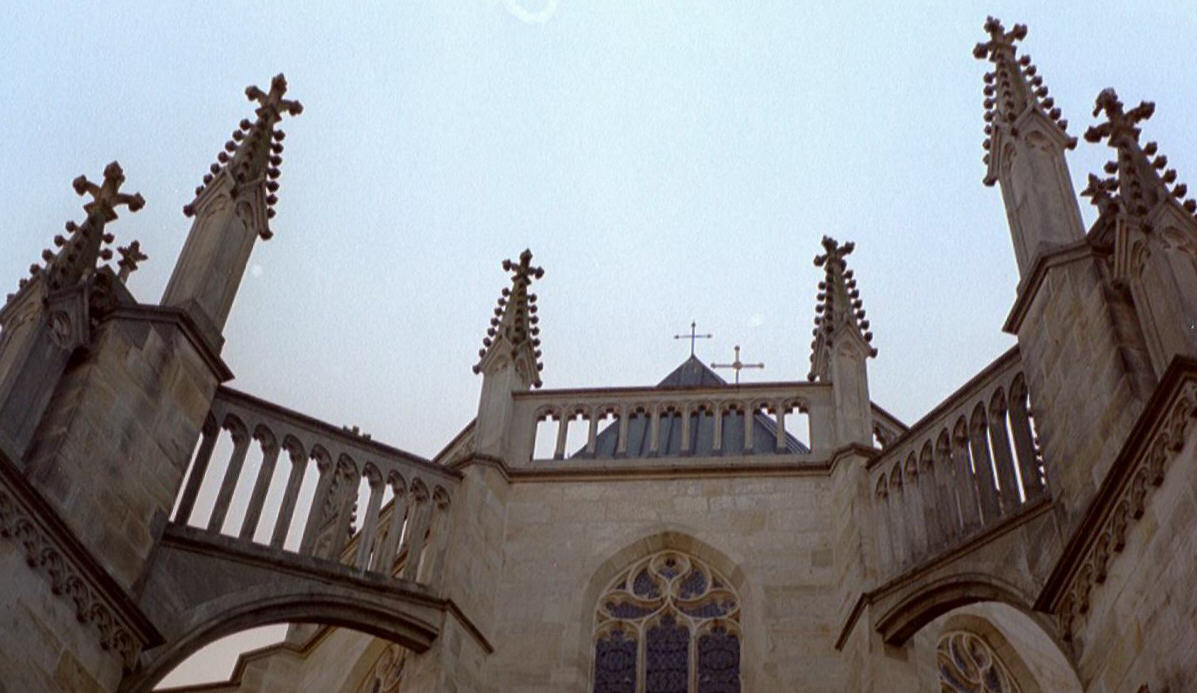
Ostseite von St. Marien in Osnabrück

St. Marien ist eine dreischiffige Hallenkirche ohne Querhaus. Das Hauptschiff hat eine Länge von drei Jochen. Diese Mittelschiffsjoche sind leicht querrechteckig. Beide Seitenschiffe sind vier Joche tief, welche leicht längsrechteckig sind. Das Mittelschiff wird durch Arkaden bestehend aus kolossalen Bündelpfeilern von den Seitenschiffen abgegrenzt. Durch die Verlängerung der Seitenschiffe um jeweils ein Joch erfolgt die Einbeziehung des Westturms in den Innenraum der Architektur. Im Osten fügt sich an die nahezu quadratische Halle der basilikale, polygonale Chor mit Chorumgang an. Angefügt an die Choranlage im Norden ist die quadratische, vier Joche umfassende, Sakristei. Diese hat vier Gewölbe, die sich auf einen zentralen Bündelpfeiler stützen. Die gotische Halle wird von Kreuzrippengewölbe überdeckt. Die Höhe des Langhauses beträgt 20,56 m und weicht damit nur gering von den Längen- und Breitenmaßen (ca. 25,5 m lang und 24,5 m breit) ab. Dadurch entsteht ein nahezu würfelförmiges Langhaus. Das Mittelschiff ist nur etwas breiter als die Seitenschiffe. Daraus resultiert lediglich eine schwache Betonung der Längsachse der Kirche. Die Seitenschiffsjoche wirken dieser – wenn auch nur geringen Längsausrichtung – entgegen, indem sie ihre Breitseiten zum Mittelschiff öffnen und damit die Querausrichtung unterstreichen. Daraus entsteht der Eindruck eines ungerichteten Raumes. St. Marien wird demnach von einer einheitlichen Gesamterscheinung des Hallenlanghauses bestimmt.

### Außenbau
Eindrucksvoll ragt der 80 Meter hohe, an Sonntagen besteigbare Westturm über das Dach von St. Marien hinweg und repräsentiert die alte Marktkirche. Die Gestaltung der Nord- und Südseite der Marienkirche ist symmetrisch. Insgesamt sind es vier Portale, die den Eingang in das Innere von St. Marien ermöglichen, jeweils zwei an der Nord- und an der Südseite. Die Schauseite mit vier Maßwerk verzierten Giebeln und den schmalen, erhabenen Spitzbogenfenstern charakterisiert den Marktplatz. Auf den Giebeln befinden sich Figuren aus Sandstein. Mit Hilfe der Strebepfeiler, typische Elemente der Gotik, wird die Schauseite der Kirche in vier vertikale Zonen gegliedert. Die Strebepfeiler laufen in Fialen mit Wasserspeiern zwischen den vier Giebeln aus. Auf dieser Seite befinden sich zwei Portale. Ein Nebenportal und das Brautportal, der Haupteingang der Marienkirche. Strebepfeiler und Strebebögen sowie Balustraden bestimmen das Bild des Chores. Das Äußere der Choranlage unterliegt einer Zweiteilung, die sich aus dem Chorumgang und dem Lichtgaden ergibt.
Das Strebewerk der Osnabrücker Marienkirche ist durch die Fialen sowie den neugotischen Balustraden sehr lebhaft gestaltet. Dieses dynamische Bild steht im Gegensatz sowohl zu den ruhigen Formen des nahen Domes St. Peter als auch zu den benachbarten strengen Markthäusern.

### Brautportal

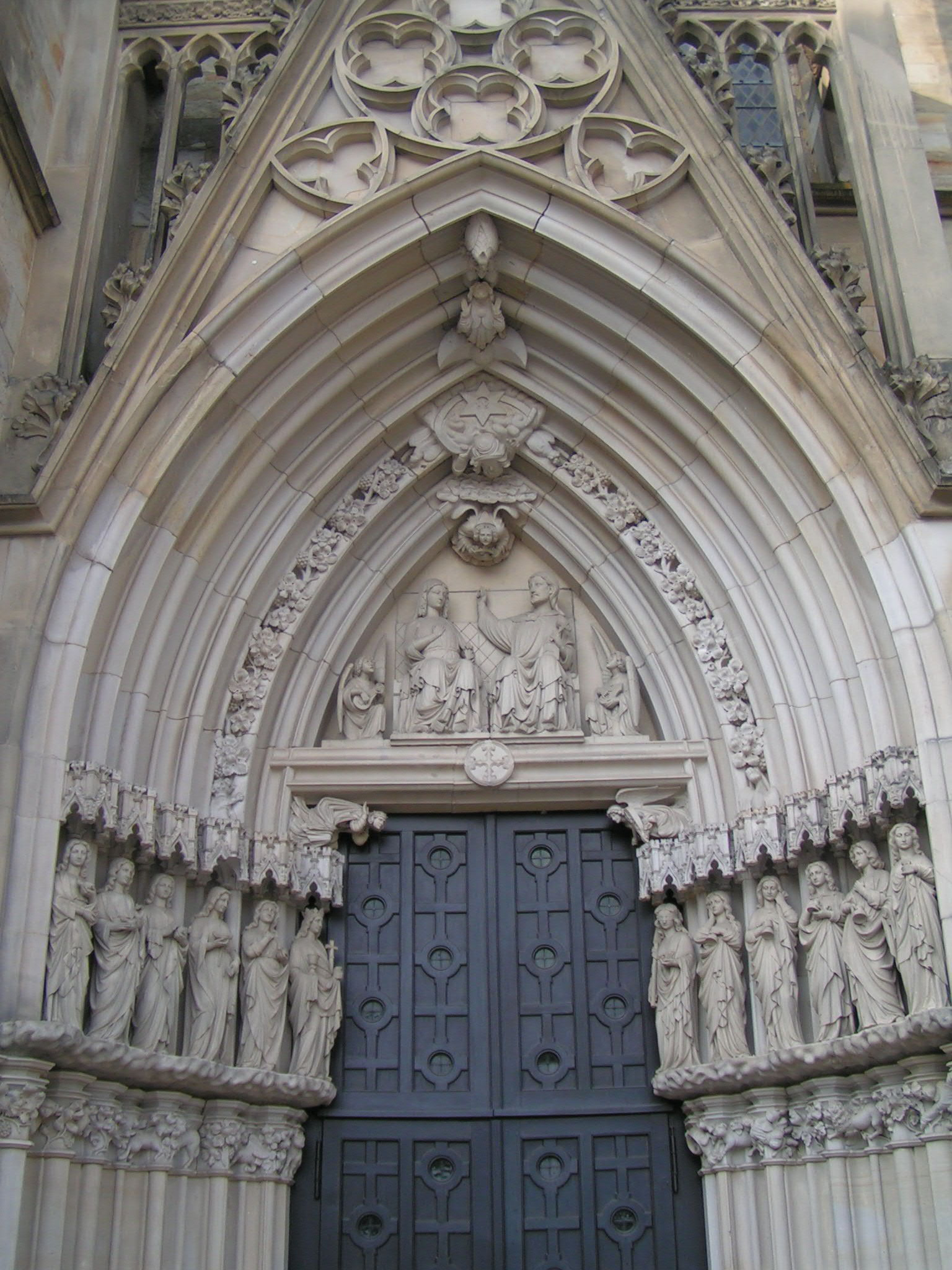
Brautportal von St. Marien in Osnabrück

Das Brautportal befindet sich auf der Südseite von St. Marien. Die reiche Ausschmückung und der höhere Wimperg zeichnen das Brautportal als Haupteingang der Marienkirche aus. Die Gewändefiguren stellen die klugen und die törichten Jungfrauen dar. Links befinden sich die Figuren der fünf klugen Jungfrauen, angeführt von der „Ecclesia“, und rechts die der fünf törichten, geführt von der „Synagoge“ (→ Ecclesia und Synagoge). Die Anführer der auf Säulen stehenden Gruppierungen vertreten den neuen und den alten Bund. Das biblische Gleichnis der klugen und der törichten Jungfrauen ist wiederholt an deutschen Sakralbauten zu finden. Im Bogen des Brautportals, dem Tympanon, ist die Marienkrönung dargestellt. Maßwerkornamentik im Wimperg und eine durchbrochene Maßwerkbrüstung umrahmen dieses Werk. Die Marienkrönung sowie das Gleichnis der klugen und törichten Jungfrauen sind Nachbildungen aus der zweiten Hälfte des 19. Jahrhunderts. Die Originale aus dem frühen 14. Jahrhundert befinden sich im Kulturgeschichtlichen Museum Osnabrück.

### Innenraum

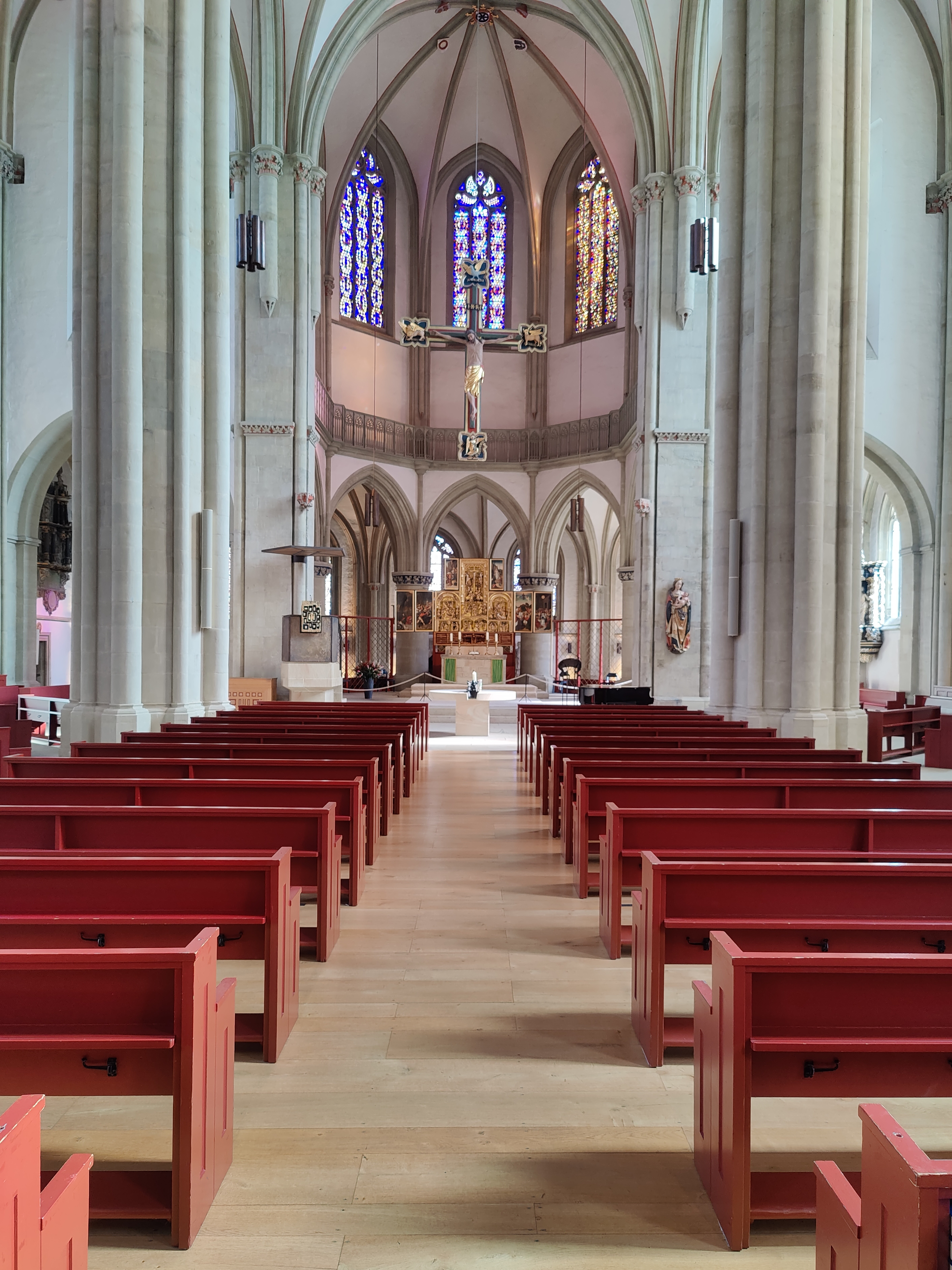
Innenraum (2022)

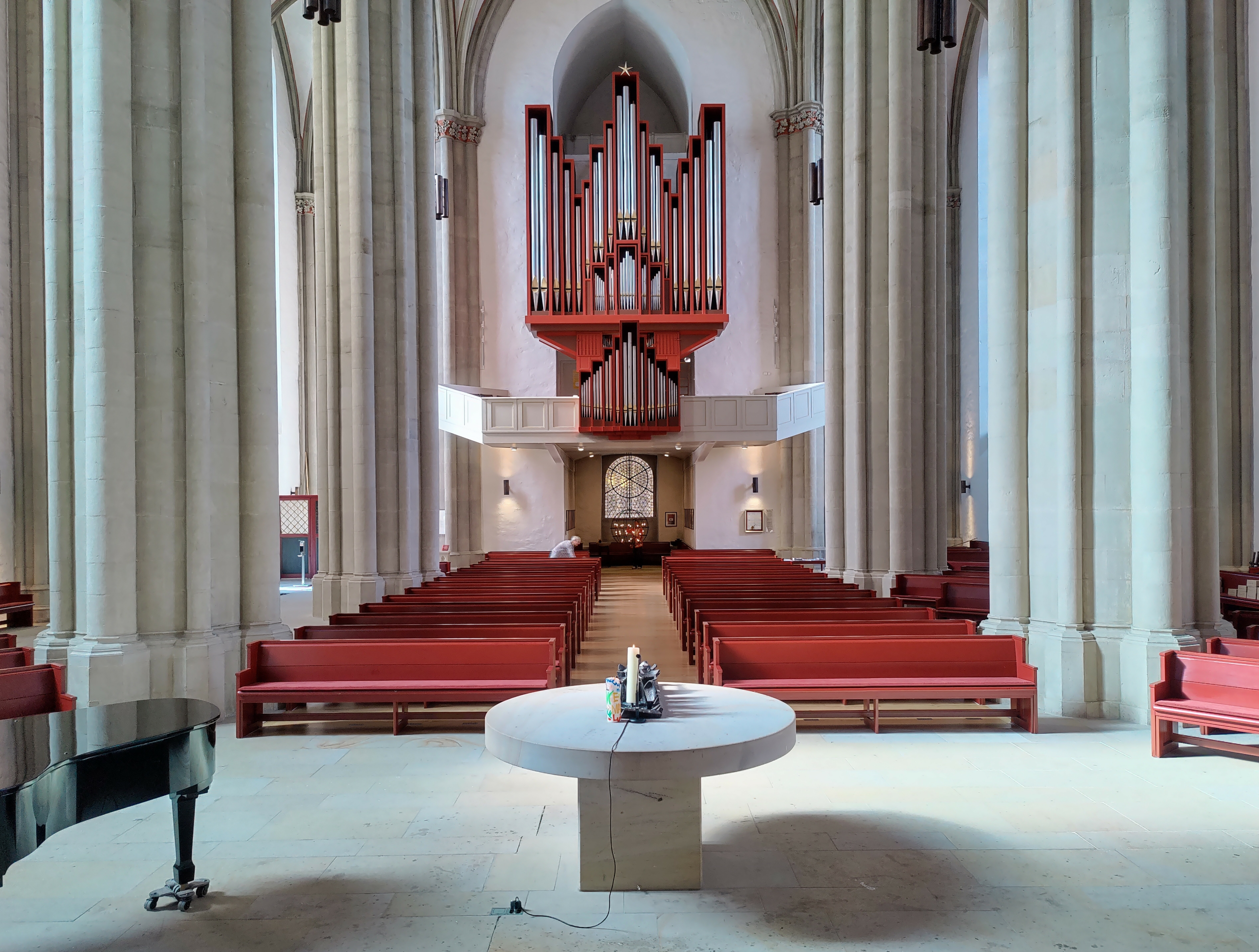
Blick zur Flentrop-Orgel

Durch die vier Portale kann der Innenraum von St. Marien erreicht werden. Die gotische Halle wirkt kompakt und ungerichtet. Dieser gleichmäßige Raumeindruck verleitet zu Diagonaldurchblicken. Das Fehlen eines Querschiffes intensiviert die Geschlossenheit sowie den Einheitseindruck des Raumes. Das Kreuzrippengewölbe der drei gleich hohen Schiffe wird von kräftigen Bündelpfeilern getragen. In den Spitzen der Gewölbe wird eine Höhe von 21 m erreicht. Die hohen Bündelpfeiler sind an den Dom in Minden und den Dom in Paderborn angelehnt. Die naturalistische Kapitell-Ornamentik an den Bündelpfeilern der Marienkirche ist in Zusammenhang mit den Blattkapitellen der Marburger-Elisabethkirche und dem Mindener Dom zu sehen.
Im Inneren unterliegt die Choranlage einer Dreiteilung. Nach dem niedrigen Chorumgang schließt der Bereich einer zierlichen Triforiumsgalerie an. Als Abschluss dient der Lichtgaden mit dreigliedrigen Maßwerkfenstern. Der Gegensatz zwischen dem hohen Obergaden und dem niedrigen Chorumgang dynamisiert die Raumfolge und die Blicklenkung. Gleichzeitig unterstreichen die niedrigen Öffnungen zum Chorumgang die Kurzräumigkeit der Halle. Das Chorgewölbe wird dekoriert von Wappen Bischofs Erich von Hoya und weiteren Wappenscheiben. Die Fortsetzung der Mittelschiffsbreite in den Chor sowie der Lichtgaden über den Arkaden, lediglich vom schlanken Triforium unterbrochen, verdeutlichen den Eindruck einer weiträumigen und lichterfüllten Halle. Der Glaskünstler Johannes Schreiter schuf für das mittlere Langhausfenster auf der Südseite 1992 ein dreigliedriges Lanzettfenstern mit Maßwerk (Thema nach Johannes 3,17). Im Jahr 2016 wurde das gegenüberliegende nördliche Fenster eingeweiht (Thema nach Hesekiel 37).

## Ausstattung
St. Marien beherbergt einige bedeutende Ausstattungsstücke von verschiedenen Werkstätten aus unterschiedlichen Epochen: die farbige Madonna auf der Südseite des Chorumgangs aus dem frühen 16. Jahrhundert, Epitaphe mit Zeugnissen heimischer Renaissance- und Barockplastik aus dem 16. und 17. Jahrhundert, der Antwerpener Flügelaltar aus dem frühen 16. Jahrhundert, das Triumphkreuz aus dem späten 13. Jahrhundert oder der Taufstein aus dem 16. Jahrhundert. Die Grabplatte der Familie Möser befindet sich an der Südseite unter dem Fenster von Johannes Schreiter.

### Triumphkreuz
Das Triumphkreuz aus dem späten 13. Jahrhundert zählt zu den ältesten Ausstattungsstücken der Kirche. Es hängt vom Chorgewölbe herab. Dargestellt ist der dornengekrönte Körper Christi als Dreinageltypus (Steigerung der Darstellung der Leiden). Seine Knie sind leicht angezogen und die Arme nahezu waagerecht ausgestreckt. Von Maria und Johannes, den Nebenfiguren, die normalerweise rechts und links vom Kruzifix angebracht sind, zeugen lediglich die Steinkonsolen an den Säulen.

### Flügelaltar
Der Hauptaltar wurde um 1520 in Antwerpen hergestellt und setzt sich aus einem Schrein mit bemalten Flügeln zusammen. Auf insgesamt 12 bemalten Tafeln auf der Vorder- und Rückseite des Altaraufsatzes wird dem Betrachter die Geschichte Christi bis zu seiner Auferstehung und die Ausgießung des Heiligen Geistes zu Pfingsten vor Augen geführt. Der geschnitzte mittlere Teil des Hauptaltares zeigt in sechs kleinen Nischen, die Verkündigung, die Heimsuchung, die Geburt, die Anbetung, die Beschneidung und die Darstellung im Tempel. Darüber wird in drei Abhandlungen die eigentliche Leidensgeschichte dargestellt: Kreuztragung, Kreuzigung und Kreuzabnahme. Diese Art Antwerpener Altäre fanden während des 16. Jahrhunderts in Norddeutschland enorme Verbreitung. Die kriegsbedingt 1945 zerstörte Predella des Hauptaltarretabels wurde um 1390 als eigenständiges, zweizoniges Altarretabel vom Meister des Berswordt-Retabels geschaffen, einem Maler der französischen Kunst der 1380er Jahre nahesteht und dessen Werkstatt sich vermutlich in Köln befand.

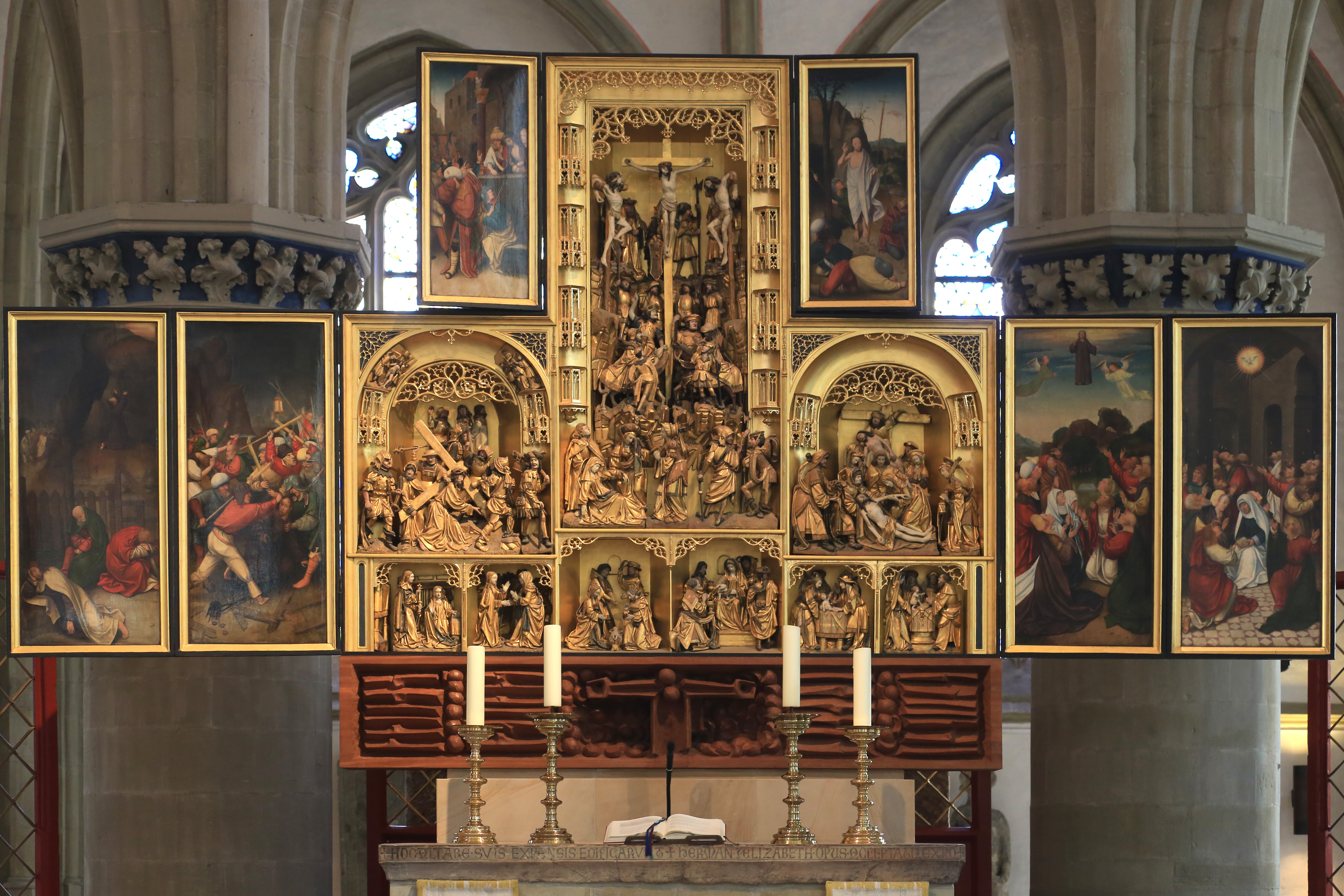
Antwerpener Flügelaltar von 1520 Gesamtansicht
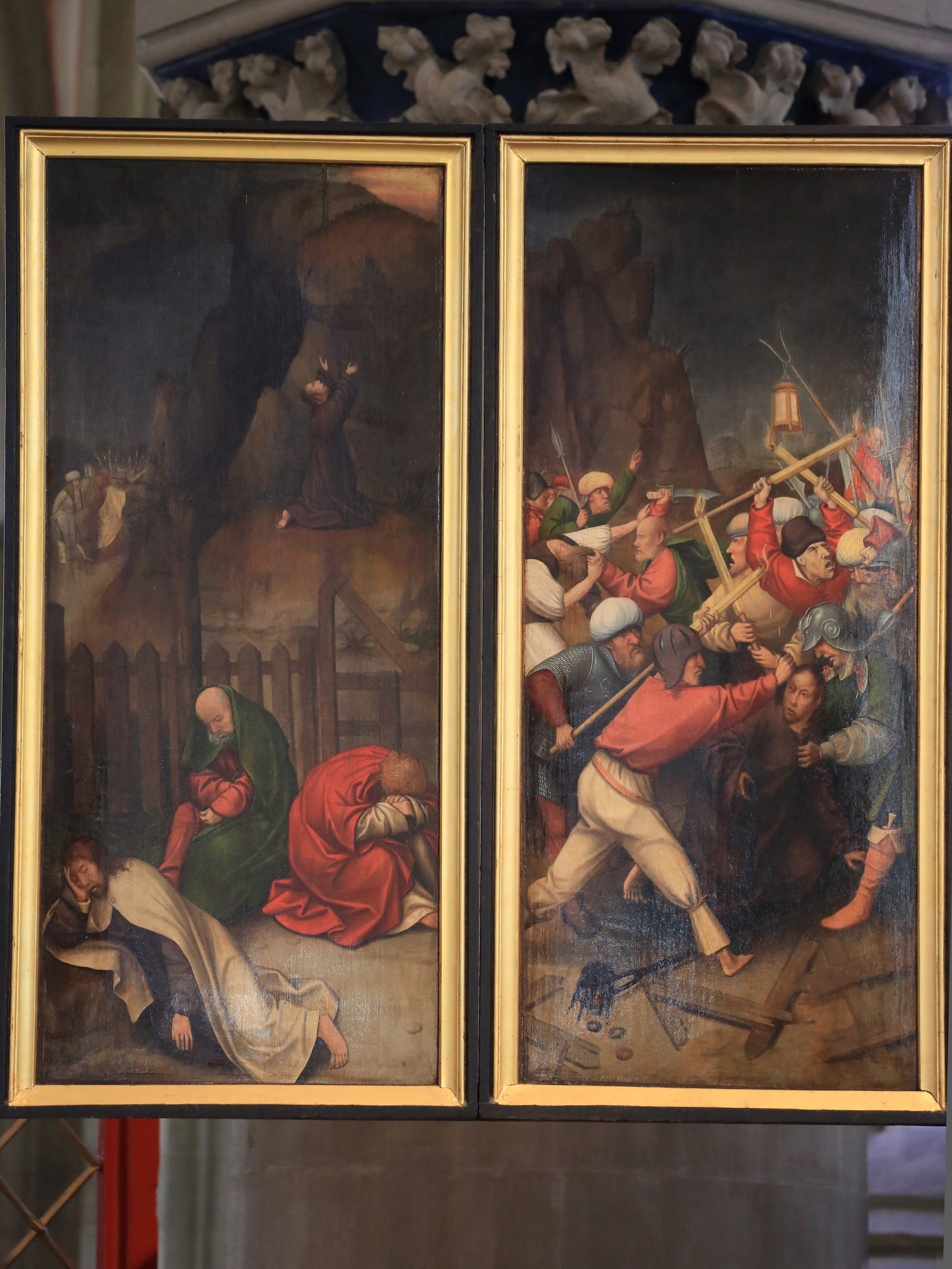
Detail: Tafeln Vorderseite links
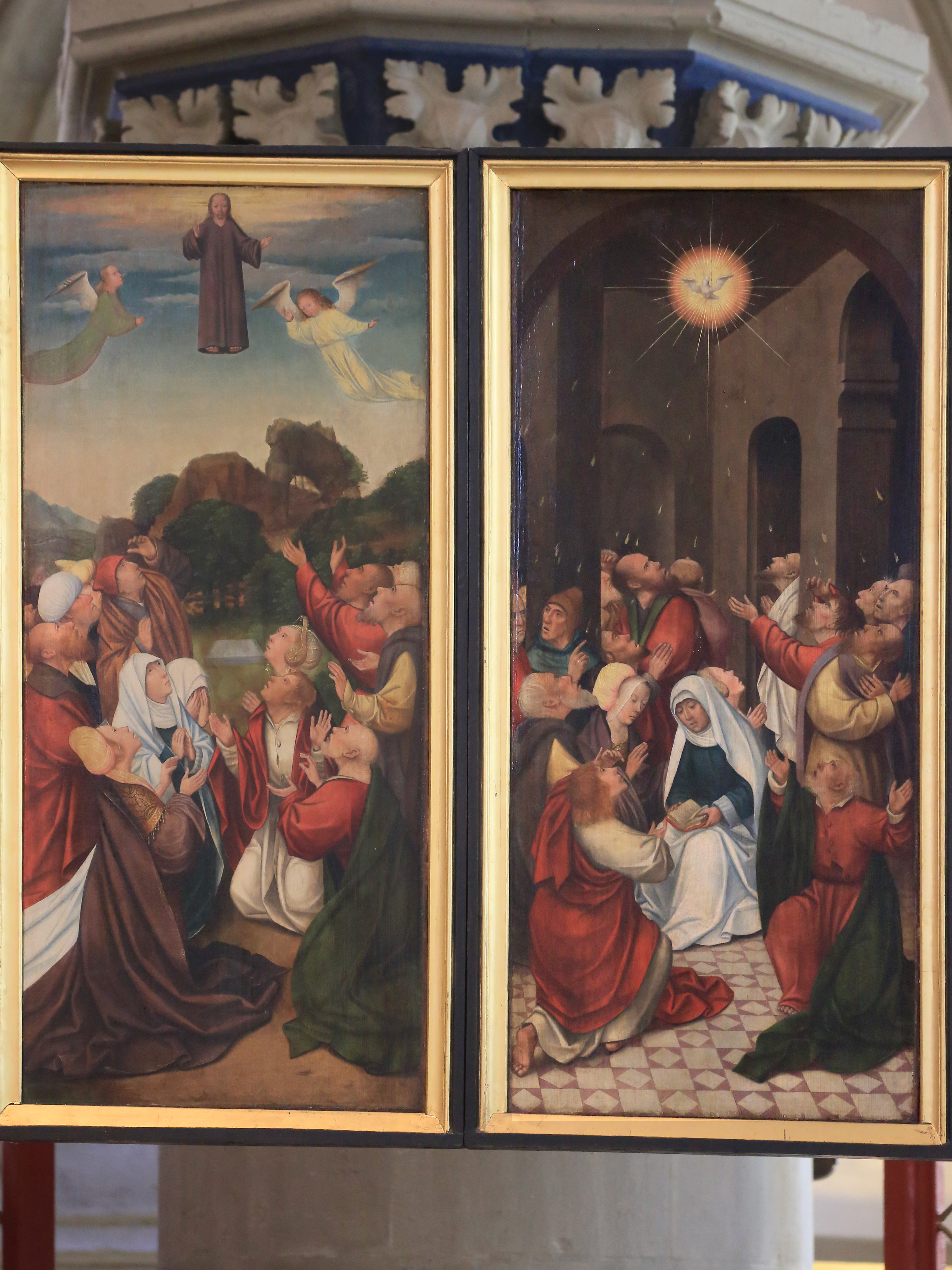
Detail: Tafeln Vorderseite rechts
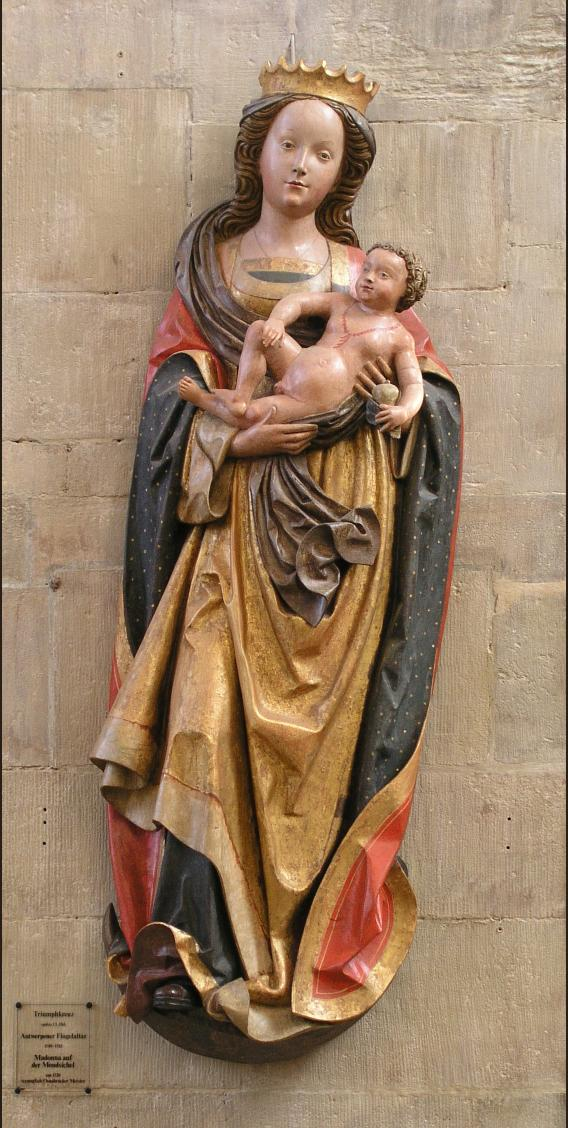
Madonna auf der Mondsichel

### Orgel

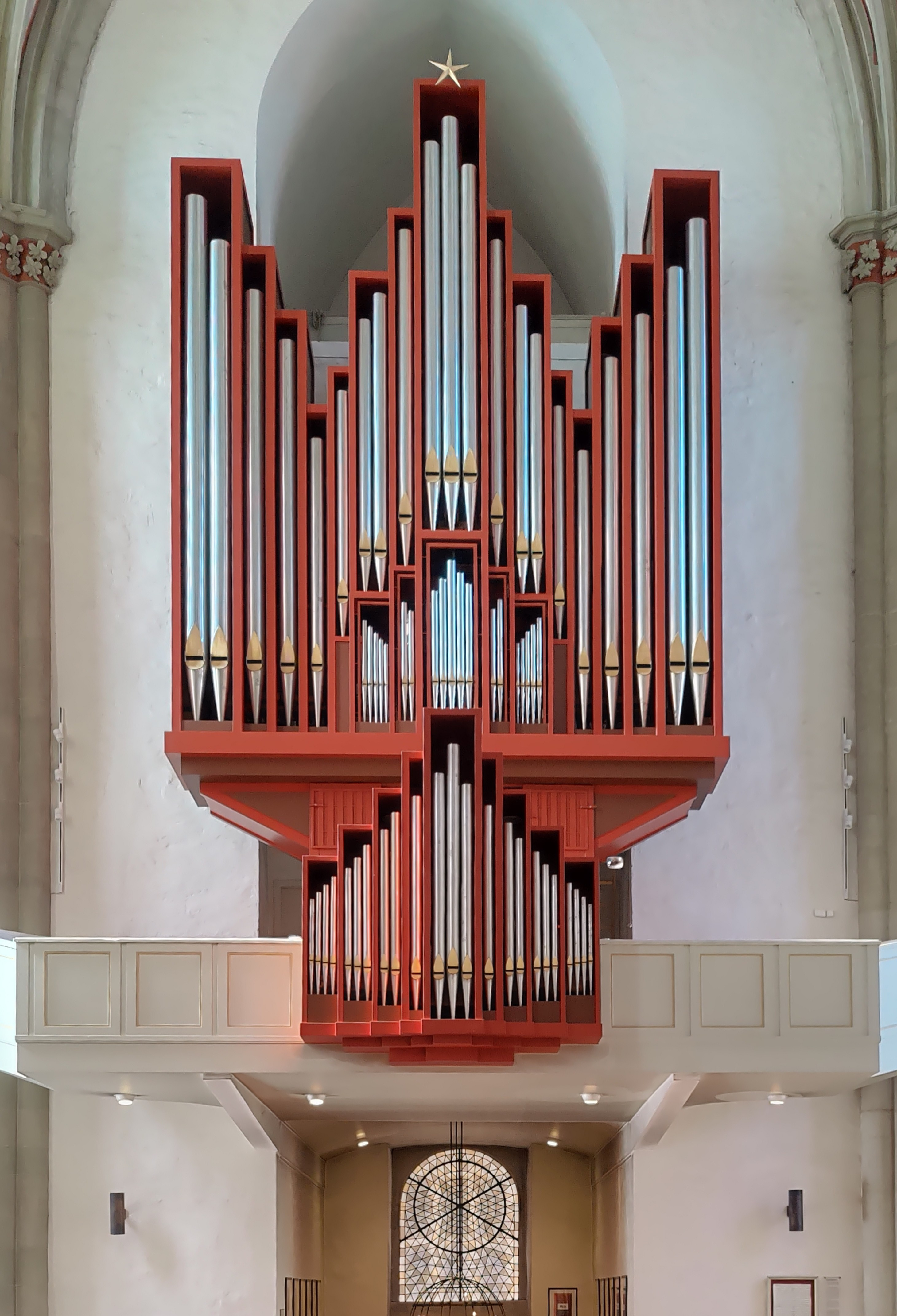
Flentrop-Orgel

In der Nachkriegszeit in Deutschland war der Königsberger Paul Erich Ewert Organist der Kirche. Er gründete die Marienkantorei.
Die Orgel von St. Marien wurde 1967 von der niederländischen Orgelbaufirma Flentrop erbaut. Restaurierungen erfolgten 1998 und 2013. Das Schleifladen-Instrument hat 47 Register auf vier Manualwerken und Pedal. Die Spiel- und Registertrakturen sind mechanisch. Das Brustwerk ist mit einem Türschwell-Mechanismus ausgestattet. Die Disposition lautet:
| I Rückpositiv C–g3 |                  |        |
| 01.                | Prinzipal        | 08′    |
| 02.                | Hohlflöte        | 08′    |
| 03.                | Octave           | 04′    |
| 04.                | Rohrflöte        | 04′    |
| 05.                | Superoctave      | 02′    |
| 06.                | Flachflöte       | 02′    |
| 07.                | Quinte           | 01 ⁄3′ |
| 08.                | Sesquialter II 0 | 02 ⁄3′ |
| 09.                | Scharff III–IV   |        |
| 10.                | Dulcian          | 16′    |
| 11.                | Krummhorn        | 08′    |
|                    | Tremulant        |        |

| II Hauptwerk C–g3 |               |        |
| 12.               | Prästant      | 16′    |
| 13.               | Prinzipal     | 08′    |
| 14.               | Octave        | 04′    |
| 15.               | Quinte        | 02 ⁄3′ |
| 16.               | Superoctave 0 | 02′    |
| 17.               | Mixtur IV–V   |        |
| 18.               | Trompete      | 16′    |
| 19.               | Trompete      | 08′    |

| III Oberwerk C–g3 |             |        |
| 27.               | Rohrflöte   | 8′     |
| 28.               | Quintatön   | 8′     |
| 29.               | Prinzipal   | 4′     |
| 30.               | Spitzflöte  | 4′     |
| 31.               | Nasat       | 2 ⁄3′  |
| 32.               | Waldflöte 0 | 2′     |
| 33.               | Terz        | 1 3⁄5′ |
| 34.               | Mixtur IV   |        |
| 35.               | Trompete    | 8′     |
|                   | Tremulant   |        |

| IV Brustwerk C–g3 |              |     |
| 20.               | Gedackt      | 08′ |
| 21.               | Gedacktflöte | 04′ |
| 22.               | Prinzipal    | 02′ |
| 23.               | Sifflöte     | 01′ |
| 24.               | Zimbel II    |     |
| 25.               | Regal        | 16′ |
| 26.               | Vox Humana   | 08′ |
|                   | Tremulant    |     |

| Pedal C–f1 |                  |     |
| 36.        | Prinzipal        | 16′ |
| 37.        | Subbass          | 16′ |
| 38.        | Octave           | 08′ |
| 39.        | Gedackt          | 08′ |
| 40.        | Superoctave      | 04′ |
| 41.        | Rohrflöte        | 04′ |
| 42.        | Nachthorn        | 02′ |
| 43.        | Mixtur VI–VIII 0 |     |
| 44.        | Posaune          | 16′ |
| 45.        | Dulcian          | 16′ |
| 46.        | Posaune          | 08′ |
| 47.        | Trompete         | 04′ |

- Koppeln: I/II, III/II, II/P, III/P
- Spielhilfen: Absteller Hauptwerk bei den Koppeln

## Geläut
Im Turm hängt ein fünfstimmiges Geläut (gis° (Hosianna) – h° (Gloria) – dis′ (Amen) – fis′ (Kyrieleis) – gis′ (Halleluja)), das 1959 von der Glocken- und Kunstgießerei Rincker neu gegossen wurde.